# 德国级战列舰
德国级战列舰或称德意志级战列舰是德意志帝国海军所建造的最后一批前无畏战列舰所使用的船级。该船级由德国号、汉诺威号、波美拉尼亚号、西里西亚号和石勒苏益格-荷尔斯泰因号组成。这些舰只建于1903年至1907年间，它们与前级不伦瑞克级类似，但具有更强的装甲防护，副炮亦进行了重新布置。它们建于1903年至1908年之间，但均是在英国革命性的“全装重型火炮”战列舰无畏号1906年下水后才完工。因此，德国级在投入服役前便已显过时。尽管如此，这些舰只仍然于1910年代末至1920年代初在德国海军的重要编制——公海舰队内得到广泛的运用，主要司职操训练和海外巡航。
1914年7月第一次世界大战爆发后，公海舰队在五艘德国级舰只的支持下，对英国海岸采取突袭战略。相关行动于1916年5月31日至6月1日的日德兰海战达到高潮，五艘同级舰都在那里参与了行动，尽管它们明显不如英国的无畏舰。无论如何，德国级舰只出手保护被击溃的己方巡洋舰不受英国同行的伤害，让它们得以逃脱。但在混乱的夜间行动中，波美拉尼亚号遭一艘英国驱逐舰发射鱼雷击沉。战斗结束后，四艘幸存的同级舰被撤出前线，并一直用于海岸防御直至1917年中期。此后，仅汉诺威号继续执行巡逻勤务，其余则用作宿营船或训练船。随着德国战败，《凡尔赛条约》允许德国保留一些老式战列舰用于沿海防御，其中便包括四艘德国级舰只。
德国号于1920－1922年间拆解，但其余姊妹舰都在1920年代中期完成了现代化改造并恢复入役。他们的运用与战前时期类似，包括海外训练巡航和广泛的舰队演习。汉诺威号于1931年退役，本打算改造成一艘靶舰，但从未实现。它最终于1944－1946年间拆解。西里西亚号和石勒苏益格-荷尔斯泰因号于整个1930年代都在国家海军和其后的战争海军但任训练职能。这两艘舰在第二次世界大战中只参与了有限的行动，包括于1939年9月入侵波兰期间炮击波兰军队，以及1940年4月的占领丹麦和入侵挪威。临近战争结束时，两舰均告沉没。

## 设计

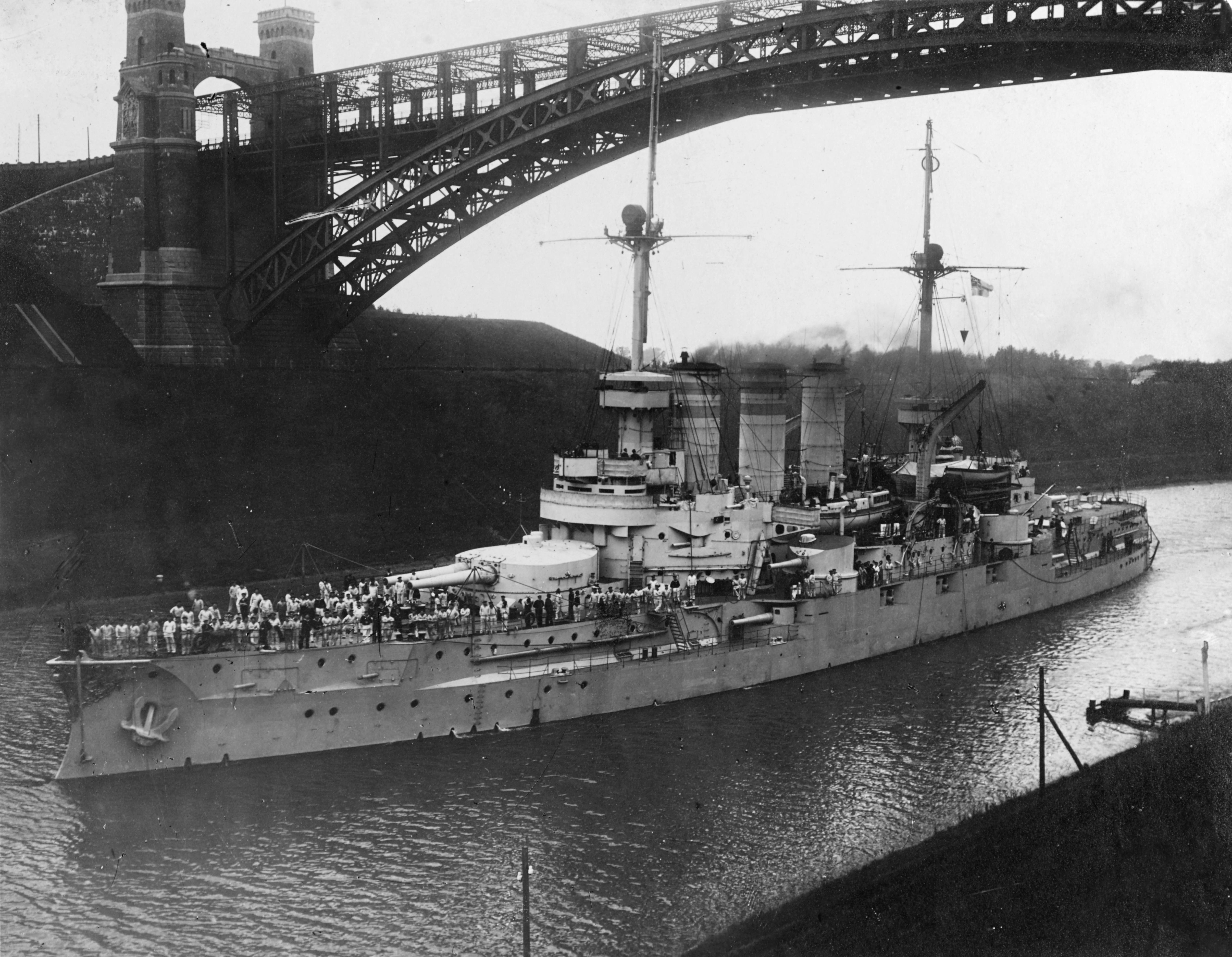
不伦瑞克级战列舰是德国级设计的基础

1900年，时任国家海军办公室国务秘书的海军中将阿尔弗雷德·冯·提尔皮茨促成了第二部《德国舰队法》的通过——这是以1898年第一部《舰队法》为基础的修正案。先前的法律要求到1904年4月1日，即五艘维特尔斯巴赫级战列舰交付后，舰队的总兵力为19艘战列舰，但新的法律将预计的战列舰队规模增加为三十八艘。首批不伦瑞克级舰只引进了280毫米炮，这标志着与早期的德国战列舰相比，火力有了显著提高。海军司令部原计划从1901财年起，每年建造两艘不伦瑞克级舰只，但最终只建造了五艘。在不伦瑞克级的建造过程中，一系列的小改进被纳入了随后的设计中。到1903财年的第二款战列舰（后来成为德国号）开始筹划时，一个更重大的修改设计已经准备就绪。
作为新船级的首舰，德国号对副炮和次副炮布局作了一系列改动。设计人员放弃了在不伦瑞克级中用于副炮的翼炮塔；炮塔需要支承结构，这种结构的消除可以减轻重量，从而使设计人员能够以更有效的方式将副炮全数安置在炮廓内。其中中央炮廓群区域的面积也比不伦瑞克级更大，这样炮与炮之间的距离增大，可以一定程度改善两门炮同时被击中的风险，同时扩大了每门炮的射击范围。移除炮塔还可以腾出甲板空间用来增加两门88毫米炮，并将前部的四门炮置于炮眼的保护之中。德国号及其姊妹舰汉诺威号分别被设计用作舰队和分舰队的旗舰，这需要额外的宿营空间。除了德国号是采用火管和水管锅炉混用外，同级的后续四艘舰均统一采用水管锅炉。它们相对更轻，节省的重量被用作增厚装甲带和加固上甲板。
德国级的设计在建造之初便饱受德国国内的批评，因为所有主要海军的趋势都指向了配备“全装重型火炮”的战列舰；事实上，拿骚级无畏舰的设计工作早在1903年便已启动。提尔皮茨坚持建造德国级，是因为它们能满足德国既有海军基础设施的最大容纳设计，最重要的是能通行威廉皇帝运河。拓宽运河和改善港口设施的费用过于昂贵，因此提尔皮茨希望避免在1900年的法案通过后不久就与帝国议会展开另一场预算之争。结果，德国级战列舰在英国的无畏号于1906年12月服役后便几乎立即被淘汰了。

### 整体特征

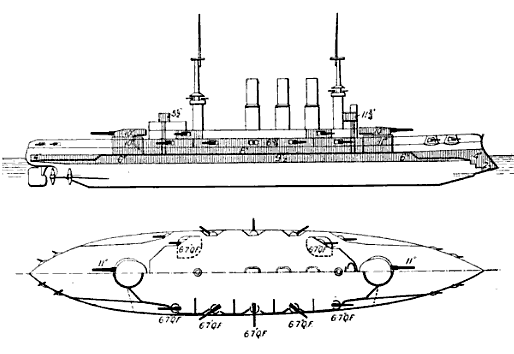
德国级线条画

德国级舰只的水线长度和全长分别为125.9米和127.6米，舷宽22.2米，有8.21米的前吃水。它们在标准载荷下的排水量为13191吨，满载排水量为14218吨。其船体采用横向及纵向钢框架建造，并通过船用钢板铆接而成。船体被分为十二个水密舱室，惟波美拉尼亚号设有十三个。船体还包括一个占舰只长度比重为84%的双层船底。
因为德国号及汉诺威号都是作为旗舰完成的，所以它们在舰艉有一个更大的舰艛来容纳其通常搭载的更多的指挥人员。德国号有一个较大的前部司令塔，当中包含一个中央火控阵位；波美拉尼亚号也与此相同，但其余三艘同级舰的指挥塔较短，且不设火控室。同级的全部五艘舰都配备了短式军用桅杆，它们的杆具较轻，并在顶部安装有瞭望台。舰只的操纵性能不如前级不伦瑞克级，尽管其迎风压舵时的速度损失不太明显。它们的稳心高度为0.98米。操纵是由单舵控制。
德国级舰只的标准船员编制为35名军官及708名水兵。当其中一艘担当旗舰时，船员则会按将官随员的规模进行增编。分舰队司令的随员由13名军官和66名水兵组成，而支队司令的随员则是2名军官和23名水兵。在1935年成为训练船后，西里西亚号可配置29名军官和559名水兵，以及多达214名学员。石勒苏益格-荷尔斯泰因号有所不同，其船员在作为训练船时的编制为31名军官、565名水兵和最多175名学员。德国号及其姊妹舰可搭载一些小型舰载艇，其中包括两艘哨戒舰、一艘将官驳船、两艘机动艇、一艘大舢板、两艘独桅纵帆船、两艘高低桅帆船和两艘小划艇。这些艇具是通过设于舰舯两侧的两台吊臂进行升降；其中德国号所设的吊臂位置较同级其它舰只更为靠前。

### 机械装置
德国级战列舰设有三台三胀式蒸汽机，各自负责驱动一副螺旋桨；其中两个外轴采用直径4.80米的三叶螺旋桨，而中心轴则为直径4.5米四叶螺旋桨。每台蒸汽机都安置在独立的轮机舱内。德国号配备有八台水管锅炉和六台火管锅炉，但其余同级舰均为十二台水管锅炉，全数采用燃煤式。它们被分置于三个锅炉舱内，每个锅炉舱都通过管道与一具烟囱相连。
德国号推进系统的额定功率为16,000匹公制馬力（11,768千瓦特），而其余四艘同级舰则为17,000匹公制馬力（12,503千瓦特）。所有同级舰的设计速度为18節（33每小時），但全部五艘舰在试航中都超过了这一数字。其中，德国号达到了17,000匹公制馬力（12,503千瓦特）和18.6節（34.4每小時），其余四艘同级舰也达到了17,696至19,330匹公制馬力（13,015至14,217千瓦特）和18.5至19.1節（34.3至35.4每小時）。石勒苏益格-荷尔斯泰因号是在试航中速度最快的同级舰。
德国号根据设计可携带700吨煤炭，其它同级舰的荷载为850吨；但若通过利用其它舱室来贮存燃料，则可使德国号的燃煤容量增加至1540吨，而其余四艘舰可增加到1750吨。它们可以10節（19每小時）的速度续航4,800海里（8,900）。电力通过四台涡轮发电机提供，每台的电压为110伏特，输出功率为260千瓦特（350匹馬力）。

### 武器系统

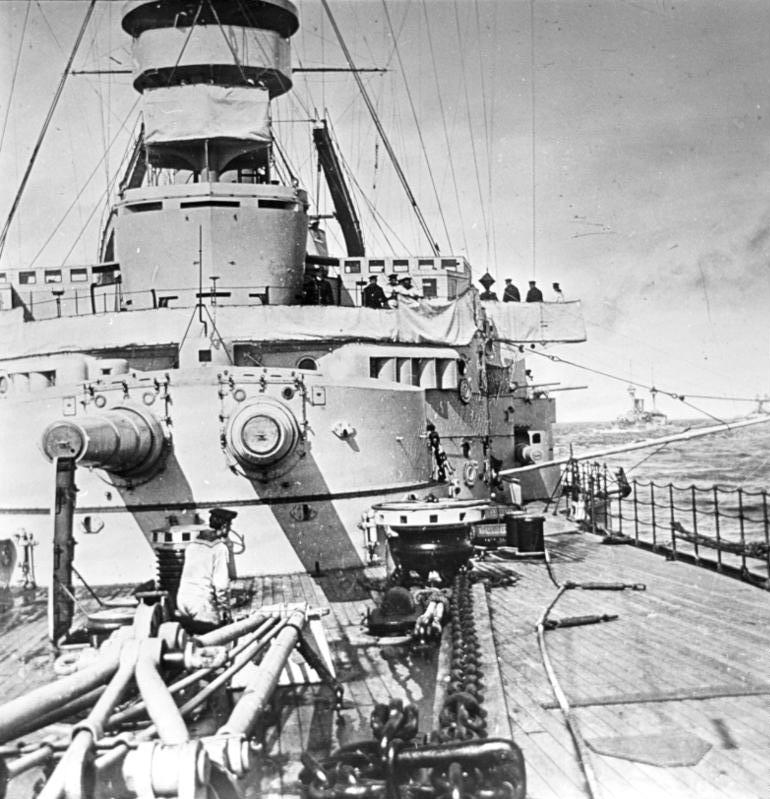
德国号的前主炮炮塔

德国级舰只搭载了与前级不伦瑞克级相同的主炮。其顶级武器包括四门280毫米40倍径速射炮，安装在由液压控制的两座双联装炮塔内。炮塔置于中心线上，一座向前，一座向后。其采用的采用Drh LC/01型炮架允许火炮提升至20度仰角和压低至-8度俯角。这些火炮可以820米每秒的初速发射240（530磅）重的高爆弹或穿甲弹。每门炮的弹药储存量为85发。
次级武器（副炮）由十四门全数安装在炮廓内的170毫米40倍径速射炮组成。其中上层甲板的两侧各有五门，余下四门则安装在舰艛甲板上的四个角。这些火炮可以850米每秒的初速发射64（141磅）炮弹。选用这些火炮的原因是它们在不借助机械的情况下便可合理地发射最大炮弹。炮管可提升至22度仰角和降低至-5度俯角，最大射程为14500米。其射速大约是每九至十秒1发，每门炮配备130发弹药。
为了防御鱼雷艇，这些舰只还配备了由二十二门88毫米35倍径速射炮组成的第三级武器。它们分布在船体舷外平台的炮廓中、舰艛的炮眼内或开放式的炮架上。这些火炮可以770米每秒的初速发射7（15磅），并可提升至25度仰角，最大射程为9090米。每门炮的弹药分配量为130发。德国级舰只也曾安装有四门37毫米机炮，但很快就被移除了。
此外，德国级还安装有六具450毫米鱼雷发射管并配备16枚鱼雷。发射管均浸没在水线下方，其中舰艏、舰艉各一具，两边舷侧各两具。这些鱼雷长5.15米，携带有一枚147.5（325磅）的TNT弹头。它们可以在不同的范围内设定两种速度。在26節（48每小時）的速度下，这些武器的射程为3000米；而当速度提升至31節（57每小時）时，射程则会降至1500米。

### 装甲
德国级战列舰配备有克虏伯生产的渗碳装甲。德国号在水线装甲带及舰艛堡垒的布局略有不同。其装甲带在水线的厚度为225毫米，至下缘逐渐弱化为140毫米。而德国号的姊妹舰在水线的厚度达240毫米，至底缘则弱化为170毫米。在全部五艘同级舰中，这部分装甲都是从前炮座延伸到后炮座。在两端，装甲带缩减至100毫米厚。所有舰只都以80（3.1英寸）厚的柚木作背衬。装甲带上方是一排用于保护廓装炮的列板；其中德国号的厚度为160毫米，其余四艘则为170毫米。所有同级舰都配备了软木堰舱，这是当时的一种常见做法，目的是在被炮弹击中时防止进水失控。
全部五艘舰都有一个40毫米厚的装甲甲板。甲板的两侧向下倾斜，与水线装甲带的下缘相连，从而提供了可用于吸收穿透装甲带的炮弹碎片的第二保护层。在装甲带较薄的艏艉两端，斜面部分的厚度为97毫米；并在装甲带主体部分的后方进一步缩减为67毫米。舰只前司令塔的侧面和顶面厚度分别为300毫米和80毫米，后司令塔的侧面则有140毫米厚的装甲。主炮炮塔的侧部装甲为280毫米厚，顶部厚度则是50毫米。支承炮塔的炮座也覆裹着250毫米厚的钢板。副炮炮廓由35毫米厚的装甲板保护。

### 改装

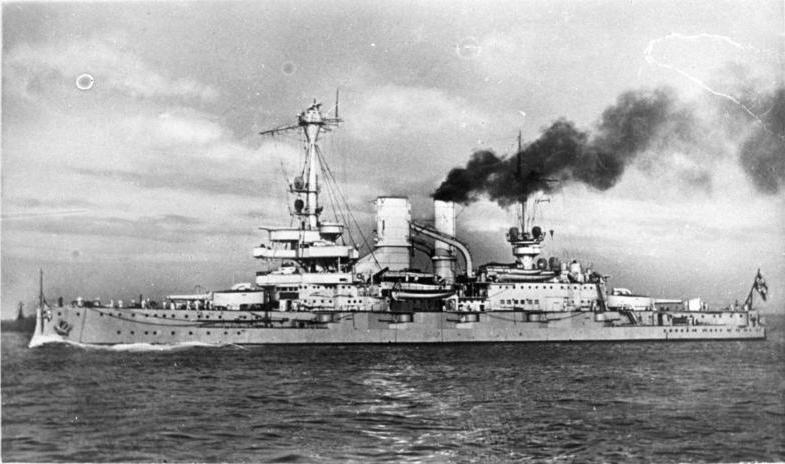
战间期的石勒苏益格-荷尔斯泰因号

德国级战列舰在其漫长的服役生涯中曾经历多次改装。其中，在1909年至1914年间对桅杆进行了调整，改变了探照灯的位置，并在前桅杆上增加了一个全封闭的瞭望台。1915年底，西里西亚号和石勒苏益格-荷尔斯泰因号安装了八台燃油锅炉，以取代原来的八台燃煤锅炉。德国号于1916年底拆除了两门88毫米炮，并安装了一对相同口径的防空炮。从1917年开始，一些同级舰开始部分或全部解除武装，以便这些火炮在战争期间可以移作岸上使用。德国号于1917年末完全解除武装，石勒苏益格-荷尔斯泰因号于1918年则被简化至仅剩四门105毫米45倍径速射炮和四门88毫米30倍径速射炮。西里西亚号也同样重新武装以执行训练任务。
随着这些舰只在1920年代初重新投入使用，它们接受了一系列的现代化改造和武器装备改造。尚未解除武装的汉诺威号装备有与其竣工时数量相同的280毫米炮和170毫米炮，惟88毫米炮在1921年重新入役时减少至八门。它的六具鱼雷发射管也同时被拆除。西里西亚号和石勒苏益格-荷尔斯泰因号于1920年代中期进行了现代化改造，包括重新装备其280毫米炮，但取代170毫米炮的是十四门150毫米45倍径速射炮，以及与汉诺威号相同的八门88毫米炮。它们安装了大型管状前桅，并配备更大的顶部瞭望台。1928年，西里西亚号将其两座前部烟囱合并，而石勒苏益格-荷尔斯泰因号也进行了类似的改动。西里西亚号还为其前部舷外平台敷设了装甲。

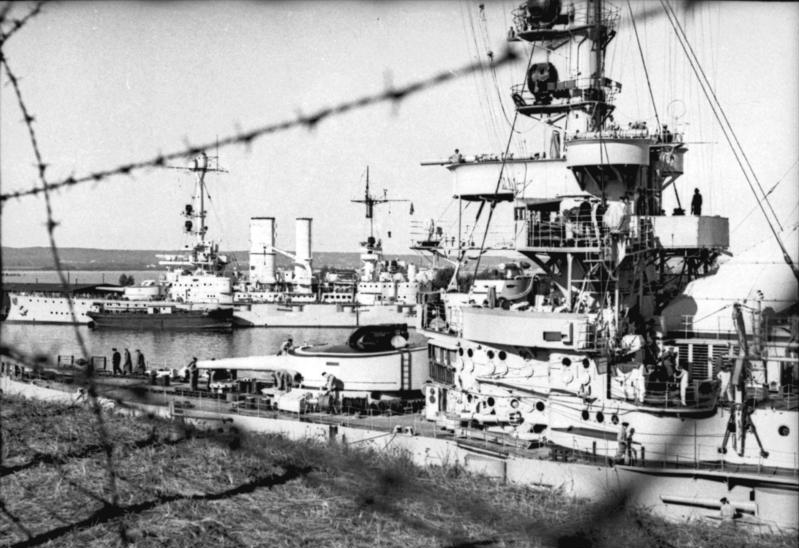
西里西亚号（左）与石勒苏益格-荷尔斯泰因号于1939年

在1930年和1931年，这些舰只再度进行改装。汉诺威号安装了两具500毫米水上鱼雷发射管，并将四门88毫米炮替换为88毫米高射炮。它安装了一根与其姊妹舰相同的管状桅杆，也为舰艏的舷外平台敷设了一层装甲。西里西亚号和石勒苏益格-荷尔斯泰因号则失去了原有的两门150毫米炮，得到四具500毫米鱼雷发射管，并将四门88毫米炮替换为相同口径的高射炮。1935年，两艘舰都移除了另一对150毫米炮；西里西亚号当时获得了四门20毫米高射炮，石勒苏益格-荷尔斯泰因号的四门则于次年加装。同样在1936年，石勒苏益格-荷尔斯泰因号还移除了其舷外平台。作为改装成训练船的一部分，西里西亚号于1938年将舰上剩余的燃煤锅炉拆除，锅炉舱成为海军学员们的宿营舱和训练空间。锅炉舱的上风口也被拆除，只留下两座垂直烟囱。
当第二次世界大战于1939年9月爆发后，两艘舰又经历了一系列的武器调整，尤其是防空火炮。石勒苏益格-荷尔斯泰因号在这年安装了八门20毫米口径炮。西里西亚号则于1940年2月获得了四门37毫米30倍径高射炮。同年4月，该舰拆卸了余下的十门150毫米炮，而石勒苏益格-荷尔斯泰因号也失去了三门。8月，西里西亚号的37毫米炮被移除，以加强汉堡的防空系统，而石勒苏益格-荷尔斯泰因号则几乎被完全解除武装，仅保留了280毫米炮。第二年，西里西亚号收到了四门88毫米炮、四门37毫米炮和三门20毫米炮。至1943年，汉诺威号已按计划被改造成靶舰，拆除了大部分舰艛和所有火炮，但炮塔获得保留。西里西亚号在这年得到了归还的37毫米炮，1944年又增加了一对40毫米波佛斯炮，以及另外十六门20毫米炮，使火炮总数达到了20管。同年晚些时候，其88毫米炮被六门105毫米高射炮所取代，40毫米炮则增加至七门或十门，20毫米炮也改成了十八门或二十二门。石勒苏益格-荷尔斯泰因号也在进行类似的改装，但在它被摧毁之前，工作尚未完成；除了四门37毫米炮之外，它还计划安装六门105毫米炮、十门40毫米炮和二十六门20毫米炮。

## 建造
德国号是德国舰队以合同代号“N”订购。它于1903年在基尔的日耳曼尼亚船厂开始架设，建造编号为109。舰只于1904年11月20日下水，随即离库进行舾装。其中包括安装舰只武器、完成内部舱室以及修整舰艛。至1906年年中，舰上的工程已经完结。德国号于同年8月3日投入舰队服役。汉诺威号是以合同代号“O”订购，并于1904年开始在威廉港的帝国船厂架设。它于1905年9月29日下水，1907年10月7日投入服役。
波美拉尼亚号于1904年以临时代号“P”开始在斯德丁的伏尔铿船厂架设。它于1905年12月2日下水，1907年10月1日编入舰队服役。1904年，西里西亚号以合同代号“R”开始在但泽的希肖船厂架设。它于1906年5月28日下水，1908年5月5日入役。石勒苏益格-荷尔斯泰因号是根据合同代号“Q”于1905年在日耳曼尼亚船厂开建。当1906年12月17日下水后，该舰于1908年7月完工，并于6日入役，成为最后一艘加入舰队的同级舰。

### 同级舰
| 舰只                    | 造船厂             | 命名来源              | 架设日期       | 下水日期       | 入役日期      | 结局                               |
| ----------------------- | ------------------ | --------------------- | -------------- | -------------- | ------------- | ---------------------------------- |
| 德国号                  | 基尔日耳曼尼亚船厂 | 德国                  | 1903年6月20日  | 1904年11月19日 | 1906年8月3日  | 1922年拆解于威廉港                 |
| 汉诺威号                | 威廉港帝国船厂     | 汉诺威                | 1904年11月7日  | 1905年9月29日  | 1907年10月1日 | 1946年拆解于不来梅哈芬             |
| 波美拉尼亚号            | 斯德丁伏尔铿船厂   | 波美拉尼亚            | 1904年3月22日  | 1905年12月2日  | 1907年8月6日  | 1916年6月1日于水面行动中遭鱼雷击沉 |
| 西里西亚号              | 但泽希肖船厂       | 西里西亚              | 1904年11月19日 | 1906年5月28日  | 1908年5月5日  | 1945年5月3日于齐诺维茨触雷后沉没   |
| 石勒苏益格-荷尔斯泰因号 | 基尔日耳曼尼亚船厂 | 石勒苏益格-荷尔斯泰因 | 1905年8月18日  | 1906年12月17日 | 1908年7月6日  | 1944年3月21日遭空袭后凿沉          |

## 服役历史

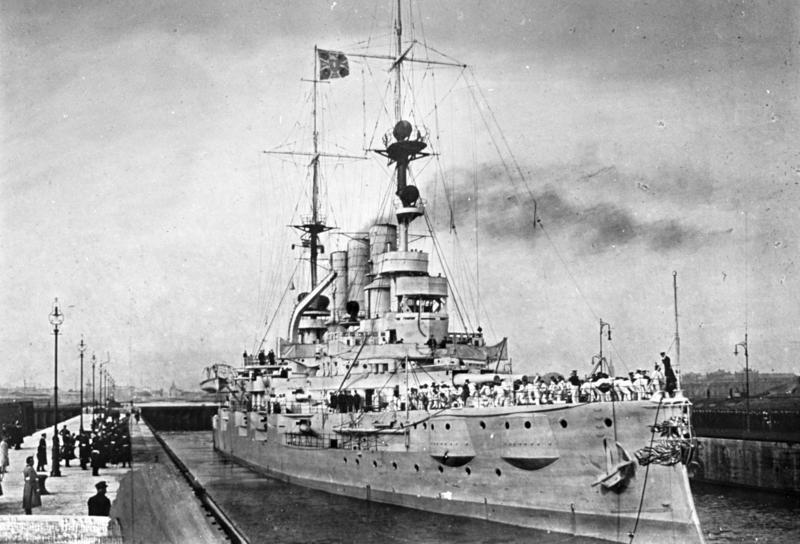
德国号在威廉皇帝运河（1912年）

自1906年开始服役后，德国级舰只陆续加入了原不伦瑞克级舰只所在的本土舰队（Heimatflotte）。德国号更接替德皇威廉二世号担任舰队的旗舰，直至1913年才又被腓特烈大帝号所取代。1907年，当同级各舰全数入列后，本土舰队便重组为公海舰队。在此期间，德国级舰只分属第一和第二战列舰分舰队，最终于1910年代初与三艘不伦瑞克级战列舰集中在第二分舰队，拿骚级与黑尔戈兰级战列舰则占据了第一分舰队。汉诺威号曾是第一分舰队旗舰，后来又改作第二分舰队的副司令旗舰。
这些舰只在和平时期的役期相当平静，主要是例行的舰队训练。分舰队和舰队操练大多在每年的4月和5月举行，大型舰队巡航通常在6月和7月，之后，舰队再于8月底至9月集结，以进行年度大规模演习。大型舰队巡航通常会陪同威廉二世的皇家游艇一起前往挪威水域，但在1908和1909年，舰队开启了进入大西洋的长途巡航，并到访西班牙大陆、加那利群岛和亚速尔群岛。这些都是在当时的公海舰队司令、海军元帅海因里希亲王的坚持下完成的——他预见到舰队需要在更远的距离进行作战。在1914年7月的夏季巡航期间，因受到导致第一次世界大战爆发的七月危机影响，舰队只是抵达了挪威附近。

### 第一次世界大战

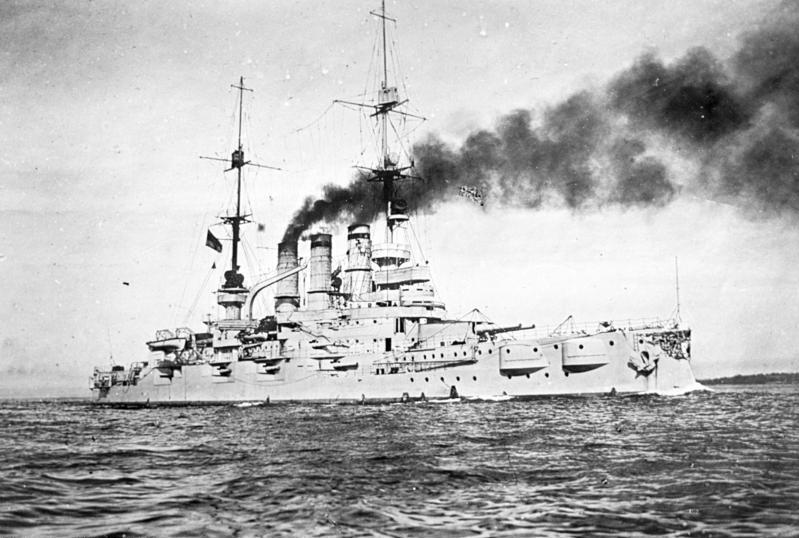
波美拉尼亚号于1907年

战争开始后，公海舰队采取了突袭英国海岸的策略，试图牵扯英国大舰队的一部分，或迫使英国人分散他们的部队。然后，公海舰队将能够集中自己的兵力摧毁孤立的敌舰，从而减少英国舰队的数量优势。突袭由第一侦察集群的大巡洋舰主导实施，而公海舰队的战列分舰队则从旁支援；类似行动包括1914年11月对雅茅斯的突袭、12月对对斯卡布罗、哈特尔浦和惠特比的突袭，以及1916年4月的炮击雅茅斯和洛斯托夫特。在此期间，德国级的全部五艘舰都与舰队共同作战，但预期的战斗在这些行动中未能实现。在不进行舰队作战的同时，第二分舰队的舰只也在易北河口巡逻，以支援轻型部队保卫德意志湾；它们还在相对安全的波罗的海进行了训练演习。1915年2月，德国号成为第二分舰队旗舰。
1916年5月下旬，德国人计划采取另一项行动来牵扯英国舰队，从而导致了5月31日至6月1日的日德兰海战爆发。在行动期间，五艘同级舰受海军少将弗朗茨·毛弗指挥。由于航速较德国战列线余部显著更慢，第二分舰队的战列舰在日德兰的第一阶段没未能参与任何交战。至5月31日傍晚的舰队混战接近尾声时，五艘德国级战列舰才赶来支援第一侦察集群受损的大巡洋舰，当时毛弗将其麾下舰只置于大巡洋舰与英国战列巡洋舰队之间。在越来越暗的夜色中，德国人难以辨认目标，未能取得任何命中；英国人则成功对德国级取得了三次命中。波美拉尼亚号一度被迫脱离阵线。毛弗随即撤离了他的舰群，结束了他们在日德兰与英国主力舰的唯一冲突。当公海舰队连夜撤退时，第二分舰队成为德国战列线的殿后部队。返航期间，英国的轻型部队曾多次与公海舰队发生冲突，在其中一次夜战中，波美拉尼亚号遭驱逐舰猛攻号发射的鱼雷击中，引爆了它的一个弹药舱并摧毁了舰只，舰上官兵全数阵亡。至6月1日上午，德国舰队返抵威廉港，由拿骚级与黑尔戈兰级等未受损的无畏舰在锚区外围组成防御阵位。
德国人在日德兰的经验表明，前无畏舰在与无畏舰的舰队作战中没有立足之地，因此德国级舰只于1916年余下的时间里只能在易北河执行海岸防御任务，偶尔也在丹尼斯海峡执行任务。1917年8月，第二战列分舰队解散，大多数舰只被降为担当次要任务，部分解除武装以腾出火炮供岸上使用。德国号及石勒苏益格-荷尔斯泰因号分别在威廉港和基尔充当宿营船，而西里西亚号则成为训练船。汉诺威号仍然服役，在海峡执行警戒任务。从这些舰上拆除的主炮自1917年起被帝国陆军用作列车炮。

### 战间期

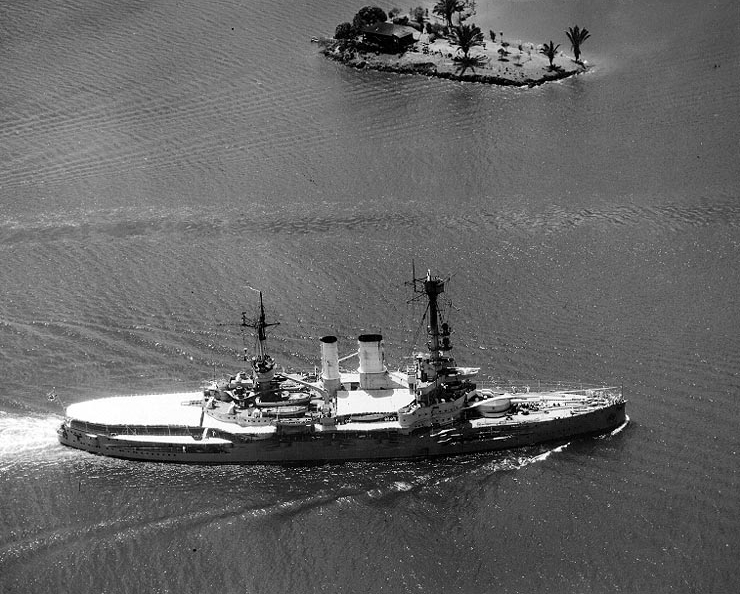
西里西亚号于1938年航经巴拿马运河

随着德国战败，舰队的规模因《凡尔赛条约》而大幅缩减，该条约允许德国保留六艘排水量在万吨以下的不伦瑞克级和德国级战列舰，以及另外两艘作为储备。德国号于1920年被弃置，并于1922年拆解；但同级的其余三艘舰则获得新生的魏玛共和国国家海军保留。全部三艘舰于1920年代进行了广泛的现代化改造，为重返现役做好了准备。汉诺威号于1921年成为同级中首艘重返服役的成员，并在波罗的海担任舰队旗舰（与不伦瑞克号轮流担任），其母港位于斯维内明德，1922年转移至基尔。西里西亚号和石勒苏益格-荷尔斯泰因号直至1920年代中期才重新武装；其中石勒苏益格-荷尔斯泰因号于1926年重新服役后成为了旗舰。1920年代末，随着西里西亚号复役并取代汉诺威号的位置，后者再次进行了现代化改造。
在整个1920年代，这些舰只都参加了与战前几年类似的例行训练，包括全年的训练演习和远至地中海的长途训练巡航。它们也会定期前往挪威水域，就像它们在帝国政府时期所做的那样。汉诺威号于1931年9月退役，没有进一步的运用，但有计划将其改建为靶舰。石勒苏益格-荷尔斯泰因号和西里西亚号一直服役至1930年代初，但到了1933年，随着新式的德国号装甲舰入役，促使西里西亚号退役，并改造成一艘专用训练船。石勒苏益格-荷尔斯泰因号也于1935－1936年间进行了类似的重建。这两艘舰在接下来的十年间都被用作训练海军学员，其中西里西亚号甚至在1936－1937年完成了前往北美及南美洲的长途巡航。在此期间，德国处于阿道夫·希特勒和纳粹党的控制之下，纳粹党制定了重整军备的战略和侵略性的外交政策，导致1939年9月第二次世界大战的爆发。

### 第二次世界大战

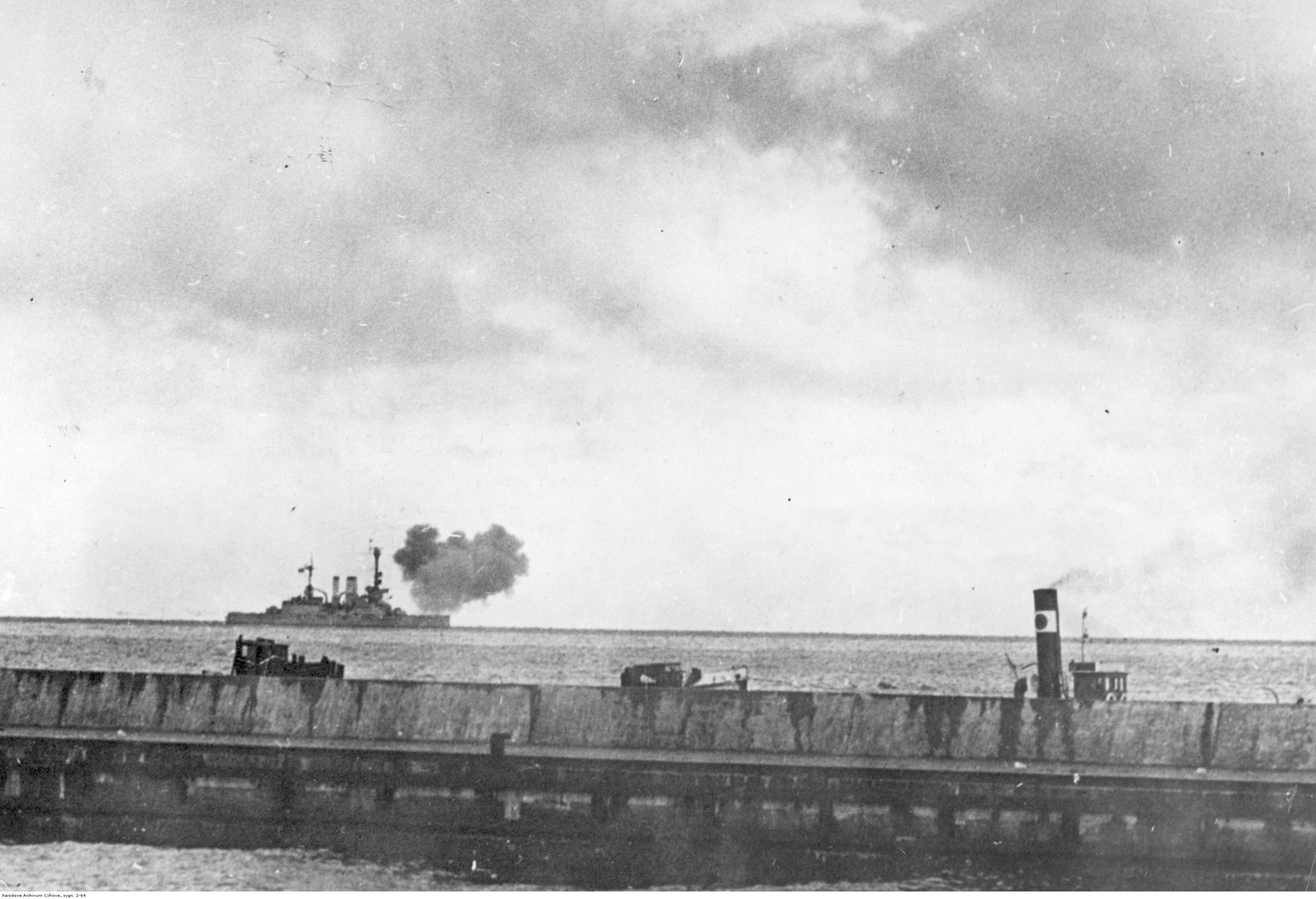
西里西亚号在海尔要塞区开火

1939年8月，石勒苏益格-荷尔斯泰因号在波罗的海进行了一次所谓的仪式之旅，以纪念在1914年8月沉没的小巡洋舰马格德堡号。在这次旅程结束后，该舰于8月下旬驶往但泽自由市，并驻泊在西盘半岛的一座波兰军用仓库附近。9月1日04:47，石勒苏益格-荷尔斯泰因号向西盘半岛的基地开火，打响了第二次世界大战的第一枪。德军最初的进攻受到遏制，导致石勒苏益格-荷尔斯泰因号持续了一周的激烈战斗，最终波兰驻军于9月7日投降。当月晚些时候，西里西亚号及其姊妹舰又一起炮击了波兰的沿海阵地，包括海尔要塞区。波兰战役结束后，两舰恢复训练职能，其中西里西亚号一度于1940年初在波罗的海作为U艇的破冰船使用。
1940年4月，石勒苏益格-荷尔斯泰因号和西里西亚号又分别执行了占领丹麦和入侵挪威的任务，但两舰都没有在战事中采取任何行动。之后，石勒苏益格-荷尔斯泰因号再次被撤出前线并用作训练舰，而西里西亚号则恢复了破冰任务。1941年3月，西里西亚号在波罗的海为布雷艇提供护航。从这次行动回来后，它在戈滕哈芬成为一艘固定的训练船。1942年初，石勒苏益格-荷尔斯泰因号在波罗的海短暂恢复了破冰船任务，5月，它在里加湾意外与一艘失事船舶发生碰撞，迫使其返回戈滕哈芬进行维修。该舰此后被降为训练职能。
汉诺威号于1944年至1946年间在不来梅哈芬拆解报废。1944年中期，西里西亚号及石勒苏益格-荷尔斯泰因号的防空武器得到了显著加强，使它们能够在戈滕哈芬用作防空舰。石勒苏益格-荷尔斯泰因号于1944年12月遭到英国皇家空军的轰炸机袭击，尽管它沉入浅海中，其武器仍可继续使用。在一场大火致使该舰永久失效后，其船员被派遣上岸协助马林堡的驻防。西里西亚号于1945年3月15－21日期间为戈滕哈芬附近的德军部队提供火力支援。4月，西里西亚号被转移至斯维内明德以补充弹药，并从前线撤离了近千名伤兵。5月3日，它在斯维内明德外围触雷；延至次日，它于浅海中被其船员凿沉。两艘舰都是战后在原地被拆解。

### 脚注
1. ↑  最近的5艘为德国级舰只。
2. ↑   即“德国”的德文称谓，一些中文专业文献将此译作“德意志”。[1]
3. ↑  根据德意志帝国海军的命名法，该炮的官方名称为。其中SK表示“速射炮”，而L/40表示炮管长度，即40倍径。[13]
4. ↑  所有德国舰船在订购时都会被赋予临时代号；其中新增编入舰队的使用字母代号，而用于替换旧舰的则使用“（旧舰名）代舰”。[28]
5. ↑  1935年，纳粹德国与大英帝国签订《英德海军协定》，解除了《凡尔赛条约》中对德国海军力量的限制。纳粹德国得以建造新型主力舰取代原有旧式舰只，其中包括沙恩霍斯特级战列巡洋舰和俾斯麦级战列舰。[50][52]

### 引用
1. ↑  现代舰船杂志社，第86頁.
2. ↑  Dodson 2014，第49頁.
3. ↑  Dodson 2016，第63–64, 66頁.
4. ↑  现代舰船杂志社，第87頁.
5. ↑  Dodson 2016，第66–67頁.
6. ↑  Campbell & Sieche，第18, 141頁.
7. ↑  Dodson 2016，第72–73頁.
8. 1 2 3 4  Gröner，第21頁.
9. 1 2 3 4 5 6 7 8  Gröner，第20–21頁.
10. 1 2 3  Dodson 2016，第67頁.
11. ↑  Gröner，第18–20頁.
12. 1 2 3 4 5 6  Gröner，第20頁.
13. ↑  Grießmer，第177頁.
14. 1 2 3  Campbell & Sieche，第140頁.
15. ↑  Friedman，第137–138頁.
16. ↑  Friedman，第142–143頁.
17. ↑  Friedman，第336頁.
18. 1 2  Staff，第6頁.
19. 1 2  Gröner，第20–22頁.
20. ↑  Friedman，第143頁.
21. 1 2 3  Hildebrand, Röhr, & Steinmetz Vol. 2，第245頁.
22. ↑  Hildebrand, Röhr, & Steinmetz Vol. 7，第127頁.
23. 1 2 3 4 5 6  Gröner，第22頁.
24. ↑  Dodson 2016，第203頁.
25. ↑  Dodson 2016，第203, 205頁.
26. ↑  Dodson 2016，第203–205頁.
27. ↑  Dodson 2014，第64頁.
28. ↑  Gröner，第56頁.
29. 1 2 3 4  Hildebrand, Röhr, & Steinmetz Vol. 2，第235–236頁.
30. 1 2 3 4  Hildebrand, Röhr, & Steinmetz Vol. 4，第73頁.
31. 1 2 3 4  Hildebrand, Röhr, & Steinmetz Vol. 6，第237頁.
32. 1 2 3 4 5 6 7 8 9 10  Hildebrand, Röhr, & Steinmetz Vol. 7，第125頁.
33. ↑  Gardiner & Gray，第141頁.
34. ↑  Staff，第10頁.
35. ↑  Herwig，第45頁.
36. ↑  Staff，第8–15頁.
37. 1 2  Hildebrand, Röhr, & Steinmetz Vol. 4，第73–75頁.
38. ↑  Hildebrand, Röhr, & Steinmetz Vol. 2，第235–244頁.
39. ↑  Hildebrand, Röhr, & Steinmetz Vol. 6，第237–238頁.
40. ↑  Herwig，第149–150頁.
41. 1 2  Staff，第10–15頁.
42. ↑  Hildebrand, Röhr, & Steinmetz Vol. 2，第244頁.
43. ↑  Hildebrand, Röhr, & Steinmetz Vol. 4，第75頁.
44. ↑  Hildebrand, Röhr, & Steinmetz Vol. 6，第238頁.
45. ↑  London，第89頁.
46. ↑  Tarrant，第150–155, 195–196, 241, 263, 286頁.
47. ↑  Campbell，第254, 275, 299, 305頁.
48. 1 2  Hildebrand, Röhr, & Steinmetz Vol. 4，第76頁.
49. ↑  Hildebrand, Röhr, & Steinmetz Vol. 7，第126頁.
50. 1 2  Williamson，第6頁.
51. ↑  Hildebrand, Röhr, & Steinmetz Vol. 7，第126–127頁.
52. ↑  Gröner，第31, 33, 60頁.
53. ↑  Hildebrand, Röhr, & Steinmetz Vol. 4，第76–78頁.
54. ↑  Hildebrand, Röhr, & Steinmetz Vol. 7，第127–128, 132–133頁.
55. ↑  Sieche，第219, 222頁.
56. ↑  Williamson，第7–8頁.
57. ↑  Rohwer，第2–4, 16頁.
58. ↑  Hildebrand, Röhr, & Steinmetz Vol. 7，第128頁.
59. ↑  Hildebrand, Röhr, & Steinmetz Vol. 7，第128, 137頁.
60. ↑  Hildebrand, Röhr, & Steinmetz Vol. 4，第78頁.
61. ↑  Sieche，第222頁.
62. ↑  Hildebrand, Röhr, & Steinmetz Vol. 7，第128, 137–138頁.
63. ↑  Rohwer，第398頁.
64. ↑  Campbell & Sieche，第141–142頁.